# جان مانر
جان مانر (انگلیسی: Jan Männer؛ زادهٔ ۲۷ اکتبر ۱۹۸۲) بازیکن فوتبال اهل آلمان است.
از باشگاه‌هایی که در آن بازی کرده‌است می‌توان به باشگاه فوتبال پادربورن، باشگاه فوتبال کارلسروهه، و باشگاه فوتبال فرایبورگ اشاره کرد.
وی همچنین در تیم ملی فوتبال زیر ۲۱ سال آلمان بازی کرده‌است.